# Veritas-stadion
Il Veritas-stadion, precedentemente conosciuto con il nome di Kupittaan jalkapallostadion, è lo stadio di calcio della città di Turku, Finlandia, ed ospita le partite casalinghe delle due squadre di calcio cittadine, l'Inter Turku ed il TPS, entrambe partecipanti alla massima divisione del campionato finlandese, la Veikkausliiga.
Lo stadio ha una capacità di 9000 spettatori, con 6400 posti a sedere e 2600 posti in piedi. È costituito da due tribune, l'una opposta all'altra. La vecchia tribuna spettatori (olympiakatsomo) fu costruita per i Giochi olimpici estivi del 1952 di Helsinki; l'impianto è stato ristrutturato nel 2003, anno in cui il nome è stato cambiato in Veritas-stadion, anche se è ancora informalmente riconosciuto come Kupittaan jalkapallostadion.
Il record di spettatori del vecchio Kupittaan jalkapallostadion fu di circa 15 000 persone per la gara della Coppa UEFA 1987-1988 tra il Turun Palloseura e l'Internazionale. Il record del nuovo Veritas-stadion è di 9 089 spettatori, raggiunto nel derby tra TPS e Inter Turku della Veikkausliiga 2009.
Lo stadio sta per essere ingrandito con nuove tribune e altri 1600 posti a sedere, per adeguare l'impianto alle richieste dell'UEFA per il Campionato europeo femminile di calcio del 2009.
Il record di spettatori mai avuto del Veritas-stadion è stato di 9089 spettatori nel derby locale tra Turun Palloseura e FC Inter.